# William Utay
William Madans Utay (Dallas, 7 settembre 1947) è un attore statunitense.
È noto per aver interpretato Wilhelm Rolf nella soap opera Il tempo della nostra vita.

## Biografia
Utay nasce a Dallas in Texas il 7 settembre 1947.

### Carriera
Utay inizia la sua carriera televisiva nel 1982 apparendo per la prima volta nella serie televisiva sitcom Lo zio d'America, dove interpreta il ruolo di un maggiordomo. Nel 1984, interpreta il senzatetto Phil Sanders nella serie televisiva sitcom Giudice di notte e in seguito Will Sanders il gemello malvagio di Phil Sanders nella stessa serie. Nel corso della sua carriera appare come guest star in serie tv come Dave's World, Sposati... con figli, Casalingo Superpiù, The John Larroquette Show, Hunter, Mike Hammer investigatore privato, E.R. - Medici in prima linea, Autostop per il cielo, L.A. Law - Avvocati a Los Angeles, Star Trek: Enterprise, Seinfeld, La signora in giallo, Quattro donne in carriera, What's Happening Now!! e The Drew Carey Show e in film come The Runestone, Two Idiots in Hollywood, Harlem Nights, Tin Cup, Solo se il destino, Incontriamoci a Las Vegas, Alì, Indagini sporche e Bodily Harm. Nel 1995 interpreta Larry nella soap opera Il tempo della nostra vita. Nel 1997 interpreta il dottor Wilhelm Rolf nella stessa soap opera restando fino al 2003 ritornando nel ruolo dal 2007 al 2008. Ritorna nel ruolo nel 2017 restando fino al 2021 prima di essere sostituito da Richard Wharton.